# Saint-Ay
Saint-Ay és un municipi francès, situat al departament del Loiret i a la regió de Centre – Vall del Loira. L'any 2007 tenia 3.022 habitants.

## Demografia

### Població
El 2007 la població de fet de Saint-Ay era de 3.022 persones. Hi havia 1.182 famílies, de les quals 242 eren unipersonals (86 homes vivint sols i 156 dones vivint soles), 410 parelles sense fills, 468 parelles amb fills i 62 famílies monoparentals amb fills.
La població ha evolucionat segons el següent gràfic:
Habitants censats

### Habitatges
El 2007 hi havia 1.280 habitatges, 1.199 eren l'habitatge principal de la família, 29 eren segones residències i 52 estaven desocupats. 1.201 eren cases i 73 eren apartaments. Dels 1.199 habitatges principals, 998 estaven ocupats pels seus propietaris, 189 estaven llogats i ocupats pels llogaters i 12 estaven cedits a títol gratuït; 1 tenia una cambra, 57 en tenien dues, 126 en tenien tres, 362 en tenien quatre i 654 en tenien cinc o més. 1.028 habitatges disposaven pel capbaix d'una plaça de pàrquing. A 455 habitatges hi havia un automòbil i a 669 n'hi havia dos o més.

### Piràmide de població
La piràmide de població per edats i sexe el 2009 era:
| Homes | Edats   | Dones |
| ----- | ------- | ----- |
| 4     | 95 o +  | 0     |
| 0     | 90 a 94 | 8     |
| 4     | 85 a 89 | 4     |
| 20    | 80 a 84 | 20    |
| 52    | 75 a 79 | 36    |
| 20    | 70 a 74 | 52    |
| 56    | 65 a 69 | 84    |
| 68    | 60 a 64 | 52    |
| 108   | 55 a 59 | 84    |
| 128   | 50 a 54 | 168   |
| 128   | 45 a 49 | 92    |
| 116   | 40 a 44 | 100   |
| 128   | 35 a 39 | 136   |
| 104   | 30 a 34 | 120   |
| 76    | 25 a 29 | 104   |
| 100   | 20 a 24 | 68    |
| 68    | 15 a 19 | 92    |
| 96    | 10 a 14 | 120   |
| 116   | 5 a 9   | 108   |
| 92    | 0 a 4   | 52    |

## Economia
El 2007 la població en edat de treballar era de 1.950 persones, 1.438 eren actives i 512 eren inactives. De les 1.438 persones actives 1.365 estaven ocupades (685 homes i 680 dones) i 73 estaven aturades (44 homes i 29 dones). De les 512 persones inactives 253 estaven jubilades, 154 estaven estudiant i 105 estaven classificades com a «altres inactius».

### Ingressos
El 2009 a Saint-Ay hi havia 1.237 unitats fiscals que integraven 3.232,5 persones, la mediana anual d'ingressos fiscals per persona era de 20.859 €.

### Activitats econòmiques
Dels 123 establiments que hi havia el 2007, 3 eren d'empreses alimentàries, 3 d'empreses de fabricació de material elèctric, 5 d'empreses de fabricació d'altres productes industrials, 26 d'empreses de construcció, 25 d'empreses de comerç i reparació d'automòbils, 8 d'empreses de transport, 7 d'empreses d'hostatgeria i restauració, 2 d'empreses d'informació i comunicació, 6 d'empreses financeres, 6 d'empreses immobiliàries, 8 d'empreses de serveis, 12 d'entitats de l'administració pública i 12 d'empreses classificades com a «altres activitats de serveis».
Dels 39 establiments de servei als particulars que hi havia el 2009, 1 era una oficina de correu, 1 una oficina bancària, 3 tallers de reparació d'automòbils i de material agrícola, 4 paletes, 3 guixaires pintors, 7 fusteries, 2 lampisteries, 3 electricistes, 4 perruqueries, 1 veterinari, 6 restaurants, 2 agències immobiliàries i 2 salons de bellesa.
Dels 8 establiments comercials que hi havia el 2009, 1 era un hipermercat, 2 grans superfícies de material de bricolatge, 2 fleques, 1 una peixateria, 1 un drogueria i 1 una joieria.
L'any 2000 a Saint-Ay hi havia 8 explotacions agrícoles que ocupaven un total de 564 hectàrees.

## Equipaments sanitaris i escolars
L'únic equipament sanitari que hi havia el 2009 era una farmàcia.
El 2009 hi havia 1 escola maternal i 1 escola elemental.

## Poblacions més properes
El següent diagrama mostra les poblacions més properes.